# Get You
"Get You" är en låt framförd av den ryska sångaren Aleksej Vorobjov. Låten kom att representera Ryssland vid Eurovision Song Contest 2011 i Düsseldorf, Tyskland. Låten är komponerad och skriven av den svenska låtskrivaren och musikproducenten RedOne (Nadir Khayat).
Låten kom officiellt att presenteras den 12 mars, även om den av misstag släpptes på YouTube en vecka för tidigt.

### Fotnoter
1. 1 2  Siim, Jarmo (5 mars 2011). ”Alexey Vorobyov goes for Russia with Lady Gaga's songwriter”. EBU. http://www.eurovision.tv/page/news?id=26593. (engelska)
2. ↑  Busa, Alexandru (6 mars 2011). ”Russia : Vorobyov's song leaked on the internet”. ESCToday. Arkiverad från originalet den 8 mars 2011. https://web.archive.org/web/20110308234554/http://www.esctoday.com/news/read/16960. (engelska)